# John Greenwood (artiste)
Cet article concerne le peintre et graveur américain. Pour le compositeur britannique, voir John Greenwood. Pour les autres significations, voir Greenwood.
John Greenwood, né à Boston (États-Unis) en 1727 et mort à Kent (Royaume-Uni) en 1792, est un portraitiste et graveur américain.

## Biographie
John Greenwood naît le 7 décembre 1727 à Boston, aux États-Unis.
Il est l'apprenti du peintre et graveur Thomas Johnston de 1742 à 1745. Il réalise sous sa tutelle plusieurs copies d'œuvres anglaises. En plus des portraits, Greenwood peint plusieurs tableaux satiriques.
Greenwood quitte Boston en 1752 et part d'abord pour la colonie néerlandaise de Surinam, puis Paris et l'Angleterre. Il s'installe un temps à Amsterdam pour y apprendre l'art de la manière noire. Il y est par ailleurs documenté comme étant un membre de l'Académie de dessin d'Amsterdam en 1758, de la main de Jacob Otten Husly.
Dans les années 1770, William Baillie lui achète la plaque en cuivre originale de La Pièce aux cent florins de Rembrandt pour la restaurer et en faire des copies.
Alors en visite dans le Kent, en Angleterre, John Greenwood meurt à Margate le 16 septembre 1792.

## Œuvre

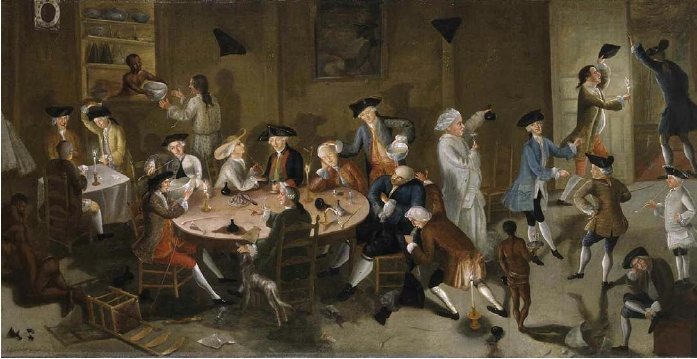
Sea Captains Carousing in Surinam (1755).

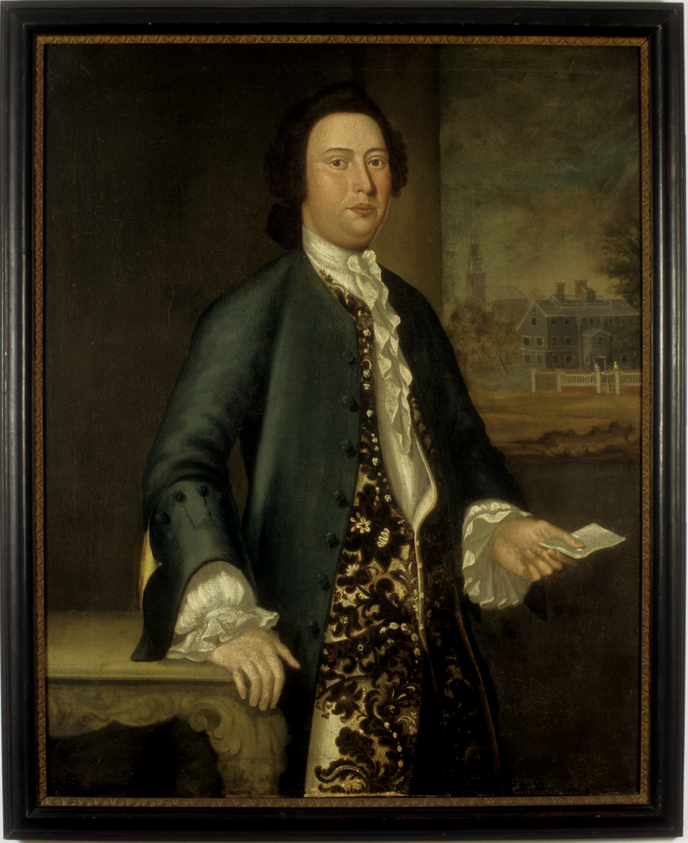
Portrait d'un homme inconnu (vers 1745-1752)

L'une des œuvres les plus connues de Greenwood est Sea Captains Carousing in Surinam (1755), une scène de genre où plusieurs commerçants importants de Rhode Island sont soûls, dont les signataires de la Déclaration d'indépendance des États-Unis l'homme politique Stephen Hopkins, les gouverneurs Joseph Wanton (en) et Nicholas Cooke (en), ainsi que l'amiral Esek Hopkins.
Sélection de portraits, conservés au Historic New England (en), à Boston :
- Portrait of Richard Waldron, huile sur bois, 1751[4] (représente Richard Waldron (en) (1694-1753), un important commerçant à Portsmouth (New Hampshire))
- Portrait of Mrs. Richard Waldron, huile sur bois, 1751[5] (représente Elizabeth Westbrook (1701-1758), femme de Richard Waldron et fille du colonel Thomas Westbrook (en) (1675-1744) ; peinture un temps faussement attribuée à Joseph Blackburn)
- Portrait of Thomas Westbrook Waldron, huile sur bois, 1750[6] (représente le capitaine Thomas Westbrook Waldron (en) (1721-1785), important commerçant à Dover (New Hampshire) ; peinture un temps faussement attribuée à Joseph Blackburn)
- Portrait of Mary Fitch Cabot, huile sur toile, 1745-1752[7] (représente Mary Fitch Cabot (1724-1756))
- Portrait of Unknown man, huile sur toile, 1745-1752[8]